# Grad Montfoort
Grad Montfoort v Montfoortu v Utrechtu je leta 1163 zgradil škof Godfried Renenski za obrambo Knezoškofije Utrecht pred grofijo Holandije. Samo del zunanjega obora še stoji.

## Arhitekturni elementi
Grad so v katastrofalnem letu 1672 razstrelile francoske čete Ludvika XIV. in ni bil nikoli obnovljen. Ostala so lepa vhodna vrata z dvema težkima okroglima stolpoma. To omogoča dostop do dvorišča obzidanega zunanjega obora. Pravo grajsko zemljišče se nahaja pod deželno cesto.

## Lastniki/posestniki
Njegova zgodovina se je začela leta 1163 kot grad škofa Knezoškofije Utrechta. Grad je v njegovem imenu naselil gradiščan - vikont, katerega družinsko ime je bilo od takrat Montfortski. To je bil dedni položaj, ki je po njegovem izumrtju leta 1260 prešel s poroko Alikse Montfortske na njenega moža, viteza Boudevijna Renderodejskega.
Njuna edina hči Aliks se je poročila z Rulantom Rooverjem, ki je leta 1270 od škofa kupil tudi visoko gospostvo Montfoort. Od takrat naprej se je ta rodbina imenovala tudi vikonti Montfortski, vendar so tudi vikonti prišli med nasprotnike škofov. Malo pred letom 1300 je Sveder Montfortski pomagal mestu Utrecht ujeti škofa. Leta 1301 se je Montfortski boril proti škofovem nasledniku v bitki pri Hogewoertu, kjer je bil škof ubit.
Leta 1353 je Sveder II. Montfortski spet zašel v težave s škofom, ki je nato zasedel njegov grad in ga prisilil, da vrne visoko gospostvo. Med sporom o škofovem nasledstvu so Montfortski podprli pravo stran, zaradi česar so leta 1430 ponovno pridobili visoko gospostvo. Cesar Karel V. je posest končno kupil leta 1545 od zadnjega Montfortskega, nekega Janeza Rooverja, ki je umrl leta 1580. Montfoort pride v last rodbine Merodskih. Ferdinand Filip Merodski je leta 1648 prodal Montfoort deželnim stanovom Utrechta.
Po uničenju s strani francoskih vojakov 6. in 7. novembra 1672 so Deželni stanovi leta 1688 dali grajsko zemljišče z ostanki gradu (zunanji grad in vhodna vrata) v dolgoročni najem mestu Montfoort. Mesto je celotno posest dalo v najem svojim županom. Leta 1833 je bil v gradu ustanovljen internat. Leta 1859 je Stanovanjska služba mesta postala lastnik območja in zgradili so zapor za dekleta mlajša od šestnajst let. Ustanovljen je bil tudi vzgojni zavod za dekleta, ki so storila manjša kazniva dejanja; Vendar se je delitev na disciplinsko šolo (kot naslednico zapora) in narodni izobraževalni zavod uveljavila šele na prelomu stoletja. Disciplinska šola je bila zaprta leta 1968, nato pa je občina Montfoort leta 1974 prevzela objekt od Oddelka za nastanitev. Po obnovi ostankov (1984) in rušenju modernejših stavb je občina na očiščenem grajskem zemljišču zgradila nov mestni urad (odprt leta 1990, leto po občinski reorganizaciji, zaradi katere je bila stara mestna hiša premajhna), v stari vratarnici od leta 2008 restavracija in mesto za srečanja.

### Pregled lastnikov/stanovalcev
- 1212 - 1227 Everard Wederski
- 1236 - 1244 Viljem Montfortski
- 1260 - 1262 Vouter Gerard Goudski
- 1280 Henrik Rover
- Sveder I. Rover Montfortski
- 1583 Rodbina Merodskih
- Ferdinand Filip Merodski
- 1648 Deželni stanovi Utrechta
- 1974 občina Montfoort

## Slike
- Grad na oljni sliki Jana van Goyena (1635)
- Tisk J. de Beijer (1746)
- Tisk iz Izjemnih gradov na Nizozemskem (1884)
- Grajska vrata okrog 1900
- Ostanki zunanjega zidu na kanalu
- Dvorišče v zimski noči
- Dvorišče v poletni noči
- Pomladno cvetenje
- Pogled na grad Montfoort leta 1631